# پیه‌کوچه
پیه‌کوچه (به لاتین: Piyəküçə یا Piyəkücə) یک منطقه مسکونی در جمهوری آذربایجان است که در شهرستان لریک واقع شده است. پیه‌کوچه ۱۰۲ نفر جمعیت دارد.

## ریشه واژه
پیه در زبان تالشی به معنی خواب و کوجه به معنی محله یا روستا است و پیه‌کوچه یعنی روستای خواب و آرام.